# Nomada gruenwaldti
Nomada gruenwaldti là một loài Hymenoptera trong họ Apidae. Loài này được Schwarz mô tả khoa học năm 1979.